# Pollenia flavicans
Pollenia flavicans este o specie de muște din genul Pollenia, familia Calliphoridae. A fost descrisă pentru prima dată de Carl Ludwig Doleschall în anul 1858. Conform Catalogue of Life specia Pollenia flavicans nu are subspecii cunoscute.